# Dieta d'Augsburg

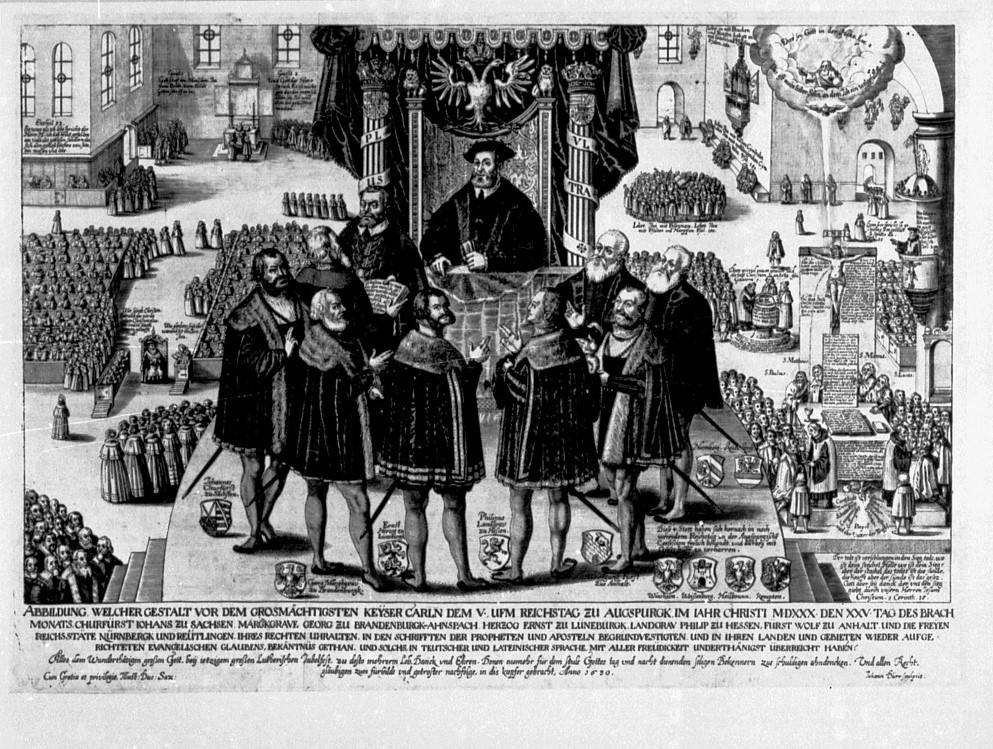
Carles V rep la Confessió d'Augsbug en la sessió del 25 de juny de 1530

La Dieta d'Augsburg foren les reunions del Reichstag del Sacre Imperi Romanogermànic en la ciutat alemanya d'Augsburg.
Hi va haver moltes sessions, però són especialment notables les tres reunions tingudes durant la Reforma Protestant i les guerres religioses subsegüents. Aquestes guerres van ser entre l'Emperador Catòlic Carles V i la Lliga Smalkalda, al principi del segle xvi.
La sessió de 1530 maldà per calmar les creixents tensions respecte al Protestantisme. Després que l'Edicte de Worms condemnà el Luteranisme, van sortir problemes d'ordre públic durant la dècada de 1520, i la guerra de Carles V contra França i les responsabilitats en la resta del seu imperi l'impediren de focalitzar-se en els problemes religiosos d'Alemanya. El 1529, tanmateix signà un favorable tractat de pau amb França. El febrer de 1530 Carles va ser coronat emperador a Bolonya i aleshores intentà prendre el control sobre les heretgies alemanyes. Li presentaren la Confessió d'Augsburg, un document central del Luteranisme.
Després de la seva victòria contra la Lliga Smalkalda, Carles V convocà la sessió de 1547/48, on es va proclamar L'Interim d'Augsburg, una mena de compromís entre catolicisme i protestantisme però donant prioritat al catolicisme i que va ser rebutjat per molts prínceps. La resolució de les tensions religioses només es va aconseguir a la sessió de 1555, amb la Pau d'Augsburg. El tractat reconegué la Confessió d'Augsbug i codificà el principi cuius regio, eius religio, que donava a cada príncep la potestat de decidir la religió dels seus súbdits.
Els decrets del Concili de Trento van ser reconeguts a Itàlia, Portugal, Polònia, i pels prínceps catòlics d'Alemanya en la Dieta d'Augsburg feta el 1566.